# Psychédélices
Psychédélices es el nombre del tercer álbum de estudio de Alizée, lanzado el 3 de diciembre de 2007. Su primer sencillo es Mademoiselle Juliette, transmitido por primera vez en la radio francesa NRJ el 27 de septiembre de 2007. El segundo sencillo, sacado a la venta en febrero de 2008 fue la canción Fifty - Sixty.
En este álbum Alizée ha decidido dejar a sus padrinos artísticos, Mylène Farmer y Laurent Boutonnat, y han colaborado músicos como Bertrand Burgalat, Daniel Darc, Oxmo Puccino, Jean Fauque y su esposo Jérémy Châtelain.
En algunos países europeos, como Francia y Alemania, salió a la venta una edición limitada del álbum con la portada en color crema y la "A" grande en el centro. Por dentro es totalmente negra, al igual que los discos. Incluye el CD normal, un DVD llamado "Spychédélices" sobre su historia y un póster. Su producción se limitó a sólo 5000 copias.
Existe una Edición especial lanzada "Psychédèlices CD+DVD Edition" el cual incluye una nueva versión de "La isla bonita", canción con la cual fue promocionado el álbum, además de varios remixes y un DVD con los vídeos.

## Comercialización
El álbum no fue considerado un éxito comercial total en Francia en comparación con sus dos últimos álbumes, donde se ha alcanzado el número dos en la lista de descargas y diez en las listas de éxitos. El álbum tuvo más éxito en México, donde las tiendas de poner el disco a la venta tres días antes del lanzamiento real para evitar la piratería, y con sólo tres días de las ventas del álbum debutó en el número cuarenta y cuatro de la mexicana Top 100 Albums Chart y el número catorce en la carta internacional. El álbum alcanzó el puesto número veintiuno en el cuadro principal y número tres en la tabla internacional a principios de diciembre. Después de caer por las listas mexicanas, el álbum ha vuelto a recuperar, y ha llegado a nuevos máximos, alcanzando el número quince en el Top 100 y el número dos en las listas de álbumes Internacional, que se celebró durante tres semanas consecutivas antes de alcanzar el número uno. En 2008, el álbum terminó en la 52 ª álbum más vendido del año en México. En junio de 2008, seis meses después del lanzamiento, el álbum había vendido más de 200.000 copias en todo el mundo.

## Crítica
Psychédélices de acuerdo con la crítica fue un álbum muy bueno, argumentando que Alizée al tomar vuelo como independiente después de dos años de inactividad musical, de ser madre y separase de sus protectores Mylène Farmer y Laurent Boutonnat había tomado el riesgo de hacer un disco más enfocado a un mundo lleno de dulzura con tintes poéticos y psicodélicos, con mitología, postres y moda. Con un carácter un poco más maduro, poner más a la espera de la cantante.

## Lista de canciones
| N.º | Título                  | Duración |  |
| 1.  | «Mademoiselle Juliette» | 3:02     |  |
| 2.  | «Fifty-Sixty»           | 3:45     |  |
| 3.  | «Mon Taxi Driver»       | 3:11     |  |
| 4.  | «Jamais plus»           | 3:28     |  |
| 5.  | «Psychédélices»         | 4:37     |  |
| 6.  | «Décollage»             | 3:52     |  |
| 7.  | «Par les paupières»     | 4:29     |  |
| 8.  | «Lilly Town»            | 3:57     |  |
| 9.  | «Lonely List»           | 3:55     |  |
| 10. | «Idéaliser»             | 4:00     |  |
| 11. | «L’Effet»               | 3:44     |  |

## Psychédélices (CD + DVD)
El disco contó con una versión alterna, llamada Psychédélices (CD + DVD), y que contiene los siguientes temas:
CD:
1. Mademoiselle Juliette
2. Fifty Sixty
3. Mon Taxi Driver
4. Jamais Plus
5. Psychédélices
6. Décollage
7. Par Les Paupières
8. Lilly Town
9. Lonely List
10. Idéaliser
11. L’effet
12. La Isla Bonita
13. Fifty Sixty (Rolf Honey Edit Remix)
14. Mademoiselle Juliette (Dastu Remix)
15. Fifty Sixty (Edana Remix)

DVD:
1. Mademoiselle Juliette (Videoclip)
2. Fifty Sixty (Videoclip)
3. Fifty Sixty (David Rubato Version)
4. Fifty Sixty (Ralf Honey Version)
5. Prodigy MSN Video Diario:

- Turismo
- Prensa En México
- Promoción En Radio Y TV
- Firma De Autógrafos

## Posicionamiento
| País                                      | Posición |
| ----------------------------------------- | -------- |
| México Top 100 Albums Chart               | 15       |
| Mexican International Top 20 Albums Chart | 1        |
| French Download Chart                     | 2        |
| French Top 200 Albums Chart               | 10       |
| Swiss Top 100 Albums Chart                | 99       |
| Belgium(Wallonia)Ultra Top 50 Albums      | 50       |
| Polish Top 100 Albums Charts ZPAV         | 24       |